# Bhawani
Bhawani (nep. भवानि) – gaun wikas samiti w zachodniej części Nepalu w strefie Bheri w dystrykcie Dailekh. Według nepalskiego spisu powszechnego z 2011 roku liczył on 393 gospodarstwa domowe i 2197 mieszkańców (1118 kobiet i 1079 mężczyzn).